# Eruwa jezik
Eruwa jezik (arokwa, erakwa, erohwa; ISO 639-3: erh), jedan od pet jezika jugozapadne podskupine edoid jezika, kojim govori 64 000 ljudi (2004) u nigerijskoj državi Delta.
Srodan mu je urhobo [urh], a u novije vrijeme sve ga više potiskuje isoko [iso].

## Vanjske poveznice
- Ethnologue (14th)
- Ethnologue (15th)